# Eritreia nos Jogos Olímpicos de Verão da Juventude de 2010
A Eritreia participou dos Jogos Olímpicos de Verão da Juventude de 2010 em Singapura. Sua delegação foi composta de sete atletas que competiram em apenas dois esportes. O país conquistou duas medalhas, ambas no atletismo, incluindo seu primeiro ouro em todas as edições dos Jogos Olímpicos.

## Medalhistas
| Medalha | Nome                | Esporte   | Evento           | Data         |
| ------- | ------------------- | --------- | ---------------- | ------------ |
| Ouro    | Abrar Osman         | Atletismo | 3000 m masculino | 22 de agosto |
| Bronze  | Samrawit Mengisteab | Atletismo | 3000 m feminino  | 22 de agosto |

## Atletismo
| Evento           | Atleta              | Qualificação | Qualificação | Final     | Final        |
| Evento           | Atleta              | Resultado    | Posição      | Resultado | Posição      |
| ---------------- | ------------------- | ------------ | ------------ | --------- | ------------ |
| 3000 m masculino | Abrar Osman         | 8:12.80      | 2º           | 8:07.24   | [ 3 ]        |
| 1000 m masculino | Chuchu Jorjo        | 2:25.40      | 7º (5º q2)   | 2:22.00   | 4º (Final A) |
| 3000 m feminino  | Samrawit Mengisteab | 9:43.25      | 8º           | 9:33.53   | [ 7 ]        |

## Ciclismo
| Equipe             | Prova                     | Corta-mato | Corta-mato | Contra-relógio | Contra-relógio | BMX  | BMX   | Estrada masculino[n1] | Pontos | Pos. final |
| Equipe             | Prova                     | Fem.       | Masc.      | Fem.           | Masc.          | Fem. | Masc. | Estrada masculino[n1] | Pontos | Pos. final |
| ------------------ | ------------------------- | ---------- | ---------- | -------------- | -------------- | ---- | ----- | --------------------- | ------ | ---------- |
| Haben Negasi       | Equipes mistas combinadas |            |            |                | 30             |      |       | 72 - 5 = 67[n2]       | 406    | 32º        |
| Samuel Gebemredhin | Equipes mistas combinadas |            | 72         |                |                |      |       | 72                    | 406    | 32º        |
| Senait Debesay     | Equipes mistas combinadas | 55         |            | 40             |                | 55   |       |                       | 406    | 32º        |
| Yonas Merese       | Equipes mistas combinadas |            |            |                |                |      | 87    | 72                    | 406    | 32º        |

↑  Na prova de estrada apenas a melhor pontuação foi considerada.

↑  5 pontos foram deduzidos porque todos os três ciclistas acabaram a corrida.